# Wilchowa (przystanek kolejowy)
Wilchowa (ukr. Вільхова) – przystanek kolejowy w miejscowości Wilchowa, w rejonie korosteńskim, w obwodzie żytomierskim, na Ukrainie. Położony jest na linii z Owrucza do Strefy Wykluczenia, w pobliżu granicy której się znajduje.